# Kenia Rangel
Kenia Kristel Rangel Villareal (* 6. August 1995 in Panama-Stadt) ist eine panamaische Fußballspielerin.

## Karriere

### Klub
Von 2019 bis 2020 war sie bei Maccabi Holon in Israel aktiv. Aktuell spielt sie für LD Alajuelense in Costa Rica.

### Nationalmannschaft
Ihr Debüt bei der panamaischen A-Nationalmannschaft hatte sie im Jahr 2013.
Bei der Qualifikation zum Gold Cup 2018 erzielte sie gegen El Salvador, bei einem 6:2-Sieg einen Hattrick. Nach der erfolgreichen Qualifikation für die Endrunde, kam sie dann auch hier zum Einsatz. Am Ende der Endrunde landete das Team nur auf dem vierten Platz, womit man für einen Platz bei der WM 2019 noch ins interkontinentale Playoff musste. Hier unterlag man aber Argentinien nach Hin- und Rückspiel.
Ein paar Jahre später ging es für sie dann mit ihren Mitspielerinnen in die Qualifikation zur CONCACAF W Championship 2022. Dort erzielte sie selbst gegen Aruba ein Tor und schaffte es mit ihrem Team am Ende wieder einmal in die Endrunde. Bei dieser stand sie im ersten Spiel in der Startelf und wurde aber in der 50. Minute dann ausgewechselt. In den nächsten beiden Spielen wurde sie dann nicht mehr eingesetzt. Am Ende ihrem Team aber noch der Sprung auf Platz drei der Gruppe, was nach dem Turnier zur Teilnahme an den interkontinentalen Playoffs berechtigte. Bei diesen kam sie aber gar nicht zum Einsatz. Am Ende gewann ihr Team hier das Finale und qualifizierte sich damit erstmals für die Weltmeisterschaft 2023.